# Tomosvaryella talyshensis
Tomosvaryella talyshensis är en tvåvingeart som beskrevs av Kuznetzov 1994. Tomosvaryella talyshensis ingår i släktet Tomosvaryella och familjen ögonflugor.
Artens utbredningsområde är Azerbajdzjan. Inga underarter finns listade i Catalogue of Life.